# Stadion Bonifika
Stadion Bonifika je stadion v Kopru. Uporablja se za nogometne tekme FC Kopra, NK Ankarana in občasno slovenske reprezentance. 
Stadion je bil zgrajen leta 1948, leta 2010 pa je doživel veliko obnovo. Njegova kapaciteta je 4.047 sedežev.
Največja udeležba (na starem stadionu) je bila leta 1987 na tekmi med Koprom in Olimpijo (10.000 gledalcev).

## Reprezentančne tekme
| Datum             | Tekmovanje   | Država     | Rezultat | Udeležba |
| ----------------- | ------------ | ---------- | -------- | -------- |
| 28. februar 2001  | Prijateljska | Urugvaj    | 0-2      | 4,000    |
| 17. november 2010 | Prijateljska | Gruzija    | 1-2      | 4,000    |
| 29. februar 2012  | Prijateljska | Škotska    | 1-1      | 3,983    |
| 23. marec 2016    | Prijateljska | Makedonija | 1-0      | 3,500    |

## Drugi dogodki
- Koncert kanadskega rock pevca Bryana Adamsa – 7. julija 1996